# Lex regia

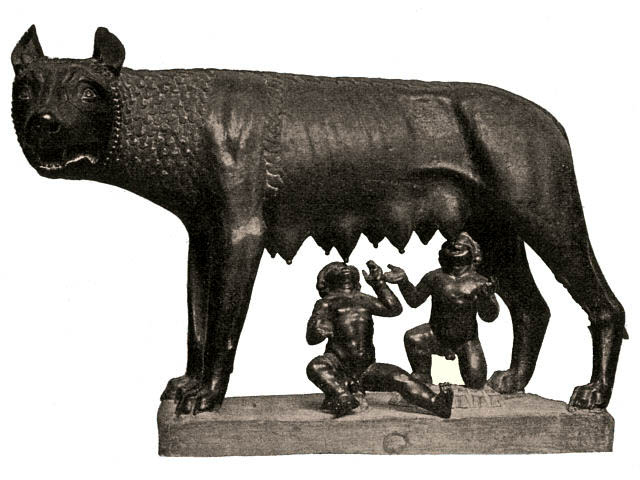
La scultura che rappresenta la Lupa capitolina che allatta i gemelli Romolo e Remo, secondo la cui tradizione Romolo sarebbe fondatore e primo rex di Roma

La lex regia (in italiano legge regia) è un atto normativo emanato dal rex (con l'appoggio del pontefice) nell'antica Roma. Gli studiosi per tutto il XIX secolo sono stati in dubbio circa la vera autenticità e esistenza della lex regia.
All'inizio del XX secolo addirittura molti erano quasi sicuri che non esistesse poi nei primi decenni dello stesso c'è stata un'inversione di marcia e ci sono stati molti studiosi che dopo un'analisi molto più accurata si sono resi conto (ormai nessuno lo mette più in dubbio) della reale esistenza nell'età regia di Roma di questo atto normativo.
Anche se alcune fonti sono state rielaborate nel tempo o ricche di interpolazioni o glossemi, sono considerati in massima attendibili, così la lex regia venne vista con più attenzione e approfondimento dagli studiosi che scoprirono anche nuove citazioni che prima non si conoscevano, infine nell'ultimo periodo si fecero anche vari ritocchi sull'attribuzione ai vari re della tradizione (I Sette re di Roma).

## Storia
(Sesto Pomponio, Digesto. trad.: Gennaro Franciosi)
Nel territorio laziale dove nacque Roma erano stanziate varie tribù distribuite in pagi. Quando Romolo (per elezione popolare come era in uso a quel tempo) diventò capo del governo divise le tribù in curiae, evento da cui trova origine l'atto normativo della lex regia basato su qualche intervento delle curiae nell'emanazione delle 'leges regiae', secondo quanto attestato dalle fonti pervenuteci.
Ma oltre alle curiae una delle più importanti innovazioni introdotte da Romolo con le leges regiae riguarda l'istituzionalizzazione del consiglio degli anziani che prese il nome di senato (anche questo usato nel sistema di emanazione delle leges regiae). Importante è mettere in luce la situazione del rex: in tutta l'età regia infatti sarà il capo insieme pubblico-militare-sacro-giudicante anche se questi compiti saranno affidati ai suoi numerosi ausiliari. Ritornando a Romolo, a questo, secondo tradizione, succedette Numa Pompilio (in realtà come sarà per i re successivi ci sarà un interrex che sorreggerà il governo sino all'elezione del successivo re): anch'egli emanò numerose leges regiae di notevole importanza; infatti gli fu attribuita l'opera del liber commentari regi. Una sua grande innovazione per il periodo numeno interessò il diritto criminale concernente i delitti volontari e involontari. Su questo periodo molti studiosi ritengono, con argomentazioni lessicale, che alcune leges regiae soffrivano dell'influenza sabina. Il successore di Numa Pompilio, Tullo Ostilio, denominato dalla tradizione il re guerriero, celebrava i solenni sacrifici utilizzando l'opera di Numa Pompilio, i commentarii Numae oltre ad aver istituito i Feziali.
Ancora Anco Marcio fece trascrivere per, il pubblico, norme sacrali dall'opera di Numa Pompilio, oltre a istituire il ius fetiale e il carcere. Da qui gli ultimi re della tradizione non classificabili ancora come rex sacrorum (re che officiava ai riti sacri il quale utilizzava l'auspicium) furono, almeno secondo la tradizione, tre etruschi, il cui ascendente culturale influenzò il testo delle leges regiae di questo periodo. Tarquinio Prisco, successore di Anco Marcio, fece varie 'leges regiae' che spaziarono in molti campi: degni di nota il raddoppio dei senatori e delle Vestali.
Servio Tullio poi utilizzò anch'egli l'opera di Numa Pompilio per l'elezione dei consoli; oltre a ciò è da ricordare per l'instaurazione del censo e della costituzione timocratica alla quale si arriverà all'instaurazione dell'età repubblicana. Nel periodo di Tarquinio il Superbo rilevanti sono leges di tipo repressivo, rapporti internazionali e i libri sibillini (simile per certi aspetti al Vegoe etrusco). Dopo la famosa cacciata dei re, che secondo alcuni studiosi fu un evento che maturò lentamente e non fu improvviso (questo evento portò all'abrogazione di leges regiae ma sicuramente non tutte poiché sopravvisse l'auspicium e la riforma di Servio Tullio dei 18 equites), si giunge ormai all'età repubblicana. Ma siccome c'era bisogno di una personalità che officiasse ai riti sacri (o prendesse decisioni sull'argomento tramite auspicio, istituito appunto con lex regia), come faceva il precedente rex, si istituì quindi il rex sacrorum: Quest'ultimo verrà eliminato come figura istituzionale da Teodosio I nel 390 d.C. Il potere di quest'ultimo era però molto minore al rex e di certo limitato solo al sacro. Secondo gli studiosi Pomponio nell'Enchiridion si riferisce a questo periodo quando afferma che l'emanazione del re veniva fatta secondo deliberazione delle curiae (poiché il potere del rex era diminuito).
Probabilmente le leges regiae (o almeno la maggior parte) erano conservate a Roma che però fu incendiata nel 390 a.C. ad opera dei Galli Senoni di Brennio. Importante fu così l'opera di riscrittura dei sacerdoti e la raccolta di 'leges regiae' di Sesto Papirio purtroppo a noi non pervenuta ma che probabilmente era consultabile all'epoca di Pomponio. Le leges regiae nel periodi successivi sparirono, secondo Pomponio furono tutte abrogate ma dagli studi fatti da vari studiosi risulta qualche atto normativo regio ancora in vigore, per esempio la norma dei 18 equites di Servio Tullio, ma Livio ci informa che dopo il 390 a.C. e l'incendio non furono raccolte solo le norme delle XII Tavole dai sacerdoti e dal senato ma anche norme rege alcune delle quali pubblicate altre tenute segrete dai sacerdoti. Infine le leges regiae vengono nominate nella compilazione giustinianea.

## Funzione della lex regia nella società romana e correlazioni con i mores
Il motivo della nascita della lex regia non sta semplicemente solo come strumento giuridico che il rex poteva usare, ma nasce dall'esigenza ormai palese delle varie tribù ormai riunite in Roma di una certa lex o certo ius come attesta l'opera di Pomponio, e inoltre il re in quell'epoca aveva il compito di garantire la pax deorum, la pace della comunità con gli dei e appunto ciò viene fatto attraverso lo strumento normativo della lex regia, il rex nasce appunto come giudice supremo.
La lex regia aveva come compito di regolare le controversie che si creavano e che non sempre i mores riuscivano a risolvere oltre che dare al rex la possibilità di risolvere in prima persona o per mezzo di qualche ausilium (uno di questi soprattutto in età Tarquinia è il magister populi predecessore del futuro magister equitum e magister militum della repubblica e del principato) le controversie o le questioni militari o sacre. Ma se da una parte le 'leges regiae' creavano nuovo diritto differente dai mores dall'altra però in parte trasformarono alcuni di questi in leges regiae, alcuni studiosi ritengono che furono usati dai decemviri come strumento di memoria e costruzione per le XII tavole oltre che di intermezzo tra mores e XII Tavole, come richiedeva la società di quel tempo che non si accontentava già più delle semplici rivelazioni del Pontifex Maximus.

## Correnti che hanno influenzato la lex regia
Le leges regiae ebbero comunque in determinati periodi delle correnti che influenzarono la loro formazione soprattutto in ambito testuale. All'inizio si delinea di certo un'influenza di tipo greca in quanto la tradizione vuole che Romolo abbia studiato a Gabii, ma tralasciando la tradizione è indiscutibile la presenza di cultura greca all'interno della romana oltre al fatto che già a partire dall'VIII secolo a.C. c'erano tra le due culture relazioni commerciali che poco più avanti sarebbero diventate anche politiche.
Ma andando oltre questa influenza si prospetta che anche la corrente osco-umbra cioè albina ma in maggior misura sabina abbia influenzato non solo i metodi di emanazione attraverso dei precisi strumenti scritti (appunto pelli di animale) ma anche i caratteri della stessa lex regia. Si può vedere ciò in appunto alcune leges di Servio Tullio e persino con Numa Pompilio (di origine sabina) e lo stesso Romolo. Oltre a queste correnti, centrale risulta l'influenza etrusca, sia di tipo politico economico che di tipo giuridico soprattutto nel periodo dei re etruschi, si prenda ad esempio l'atteggiamento di questi nei confronti delle gentes in quel periodo fortemente indebolite da questi re.

## Legislazione e esecuzione dellalex regia

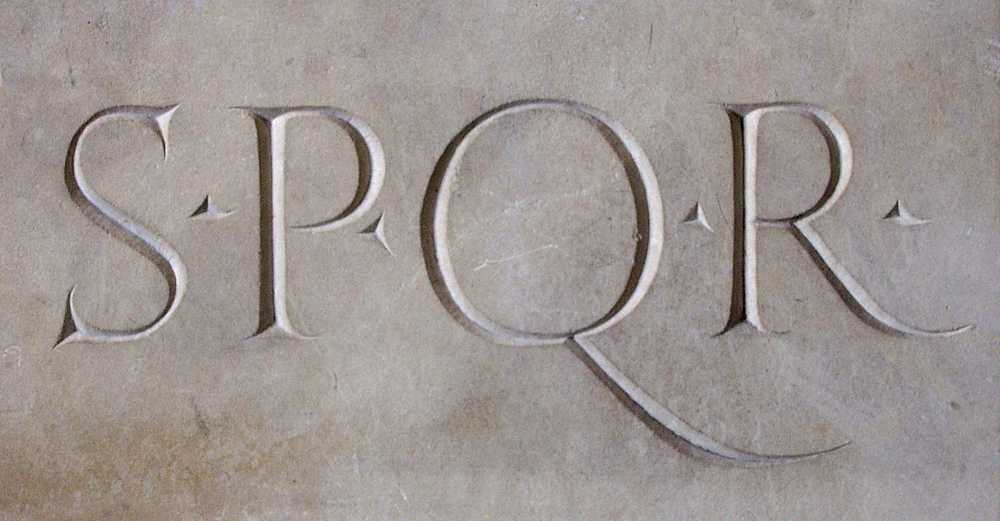
Senatus PopulusQue Romanus

Secondo quanto detto, nei frammenti di Pomponio e di altri autori a proposito delle leges regiae si afferma che furono deliberazioni della curia oltre che del senato approvate dal re e con l'appoggio del pontefice. Molti studiosi però sono discordi rispetto alla veridicità di queste fonti: primo perché ritengono che Pomponio si sia ispirato al metodo di votazione delle assemblee popolari (comitii tributi e comizi centuriati) della repubblica in cui la votazione di una legge proposta da un tribuno era votata per unità (il voto non si contava per testa ma se un singolo gruppo era in maggioranza per accettare, quello era una unità che accettava la legge: una unità potevano essere i cittadini non proprietari presenti all'assemblea oppure la prima classe della cavalleria), il secondo motivo è perché gli studiosi ritengono che sia più probabile che il re (visti infatti i poteri che deteneva in quel periodo) deliberasse senza il veto della curia ma solo con l'appoggio del collegio pontificale e la deliberazione del senato. Si tiene infatti che la funzione della curia fosse solo di partecipazione pubblica cioè che le leges regiae fossero emanate pubblicamente alla presenza della curia però altre fonti ci dicono che alcuni giorni il rex teneva un'assemblea comiziale simile al periodo repubblicano attestato dalla scritta Quandoc Rex Comitiavis Fas presente nel primo calendario romano, da questo gli studiosi ritengono che la curia non avesse diritto di voto ma solo di presenziare come testimonianza dell'atto (e affermare la propria idea sulla questione tramite acclamazione o invece se opposti tramite dissenso), alcune volte però il re concedeva l'intervento della curia sulle decisioni processuali (si attesta solo un caso quello di Marco Orazio), per quanto riguarda l'ambito penale, sino a che la repressione in ambito penale diventasse esclusiva decisione dell'assemblea popolare. Da alcune fonti però sembra anche che Servio Tullio abbia messo da parte le curie e far votare le sue decisioni dalle centurie militari: prima faceva votare la prima classe di 80 centurie più le 18 degli equites se esprimevano tutte lo stesso parere allora si faceva come deciso dalle centurie se no si facevano votare man mano le altre 5 classi (compresa quella dei cittadini privi di mezzi esente da servizio militare e solo in certi casi utilizzata) sino a quando non si raggiungeva un numero di 97 centurie con lo stesso voto. Le leges regiae da una parte avevano il compito di creare un certum ius, d'altra derivavano dai mores, perciò lo strumento di controllo del rispetto delle leges regiae era stabilito nella maggior parte dei casi da pene di tipo religioso o sacro (offerta espiatoria o sacrificio animale), ma non si deve limitare a parlare di sanzioni religiose, anche se le più usate, in quanto ci sono leges regiae che prevedono sanzioni diverse dalla tipologia sacrale-religiosa, ad esempio confische di beni o in alcuni casi sanzioni che prevedono pene capitali ma non di tipo sacrale ma semplicemente per la politica di rispondere all'offesa con altra offesa.

## Utilizzo nei vari rami del diritto romano
Non è certo quali furono precisamente le leges regiae, in quanto abbiamo solo frammenti comunque secondo quanto pervenutoci vennero utilizzate in ambito pubblico, sacro, successorio, processuale, agricolo, della famiglia, criminale e infine nelle obbligazioni e nei contratti (molto raramente in ambito privato, ma per la maggior parte il privato era lasciato all'azione del pater familias e della gens). Ma vediamo nel dettaglio cosa ci è pervenuto:

### Romolo (753-716)
Per quanto riguarda Romolo (ma alcune leges regiae gli sono attribuite insieme a Tito Tazio) nel diritto pubblico, oltre all'unione delle varie tribù con cui fonda Roma, importante è l'istituzione delle tre curiae, che presero il nome dai loro rispettivi capi, Romolo, Tazio, Lucumone rispettivamente in Ramnenses, Titienses, Luceres, che poi divise a loro volta in 10 curiae ognuna. Queste secondo le fonti avevano i compiti di eleggere i magistrati, approvare le leggi e se il re lo decideva esaminare le questioni attinenti alla guerra.
Un altro atto importante fu l'istituzione del senato, il quale costituito da 100 patrizi, a cui Romolo attribuisce potere decisionale delle leges regiae, proposte da lui, secondo maggioranza. Istituì la figura del cittadino guerriero atto a coltivare e guerreggiare, l'unità militare della legione romana oltre a istituire una sua guardia personale: i celeres. Riservò a se stesso la decisione sui riti sacri e i conseguenti sacrifici in onore agli dei istituendo anche 60 sacerdoti per officiare i riti, inoltre istituì gli auspici e agli auguri presi da ciascuna curia che lo aiutassero a officiare i riti, istituì i fratres arvales (vedi Arvali), creò i tre flaminati in base alla divinità da venerare: flamen Dialis (Giove), flamen Martialis (Marte), flamen Quirinalis (Romolo), istituì il primo calendario romano di 304 giorni e diviso in 10 mesi: sei di 30 giorni e quattro di 31, istituì la dedicatio di templi e la loro metodologia.
In tema di successioni: la successione della donna in manus al marito, tale per cui se questo muore eredita i beni del marito, e in caso abbia figli invece in parti uguali. Decise la giurisdizione del rex come portavoce dei mores e delle leges regiae, era lui a giudicare i delitti più gravi, mentre gli altri li giudicava il senato.
Decise di dividere la terra fra le varie curiae in parte per la coltivazione nei campi oltre per la costruzione di templi agli dei. Decise che i genitori avevano l'obbligo di allevare i figli (primogeniti) e non potevano ucciderli se inferiori a tre anni a meno che non fosse considerato un mostro (nato storpio o con altri problemi), in quel caso però la procedura prevedeva che fosse mostrato a cinque vicini che attestavano lo stato del soggetto, nel caso che tutto ciò non venisse fatto c'era la confisca di metà dei beni (o altre sanzioni). Sancì i poteri di patrimonialità e potestà del pater familias nei confronti del figlio alieni iuris e persino il diritto alla morte di questo. Predispose anche la manus (relativo al matrimonio) sulla moglie dove questa era oggetto del marito e doveva seguirlo in tutto (anche nei culti). Istituì l'istituto della clientela. Predispose alcune norme punitive per crimini della donna come l'adulterio o bere vino, in cui la decisione spettava ai parenti della donna.

### Numa Pompilio (716-673)

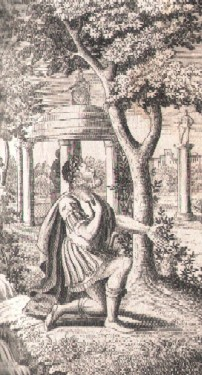
Numa Pompilio secondo re di Roma

Numa Pompilio si insedio al trono tramite la famosa lex curiata de imperio con cui subordinava il suo futuro imperium alla decisione dei comizi curiati, che poi ogni re futuro presenterà almeno sino a Augusto e anche oltre. Abolì i celeres. Divise Roma in pagi e ognuno di questi aveva il proprio magistrato e guardia per controllare meglio il territorio, istituì le prime divisioni del popolo per mestieri ovvero le corporazioni.
Creò l'istituto delle mense, istituì vari flaminati (tra cui quelli già attribuiti da altre fonti a Romolo) e sacerdozi tra cui i Feziali e i Salii, aumentò il numero delle Vestali da 4 a 6, Istituì anche il Pontifex Maximus oltre ad aumentare il numero dei sacerdoti del collegio pontificale. Creò varie dedicatio ai vari culti, fece varie disposizioni riguardanti la paelex, ovvero la donna che stava con un uomo già sposato. Fece nuove ridistribuzioni della terra: un esempio, riparti ai plebei la terra di tipo pubblico. Per quanto riguarda l'ambito criminale bisogna sottolineare le innovazioni: l'omicidio volontario (detto paricida) e l'omicidio involontario. Nel primo caso venivano nominati i quaestores paricidii per indagare e il soggetto veniva classificato come paricida se aveva ucciso intenzionalmente un uomo libero o anche solo in riferimento all'uccisione dei parenti: nel primo caso paricida assume la connotazione di homicida la cui pena (parricidas) è ignota mentre nel secondo la pena (parricidas) si identifica con la poena cullei (pena che prevede che l'uccisore venga rinchiuso in un sacco di cuoio e poi buttato in mare: successivamente divento fuori legge); nel caso di omicidio involontario per espiare bastava sacrificare un ariete per purificare l'omicida. Secondo alcune fonti istituì le Vestali dedite al culto di Vesta secondo la tradizione però risalenti già a prima della fondazione di Roma ovvero a Rea Silvia, sancisce anche delle sanzioni se non fosse stato rispettano il loro voto di verginità la vestale viene sotterrata viva con un rito sacro o in altri reati pene più leggere tipo la fustigazione. Decretò che chi rubava oggetti sacri o in luoghi sacri era trattato come un parricida, viene punita con la morte lo spergiuro.
Permette che il figlio possa essere venduto dal padre a meno che quest'ultimo non conceda al figlio di sposarsi (in quel caso perde il diritto). Per le mogli in questo periodo era vietato bere o avere qualunque relazione, a meno che il marito non decidesse di donarla a un uomo senza figli per procreare (poi poteva decidere di riprendersela), era anche permesso il matrimonio con ragazze inferiori ai 12 anni, d'altra parte concesse che le donne potessero fare testamento col padre ancora in vita.

### Tullo Ostilio (673-640)

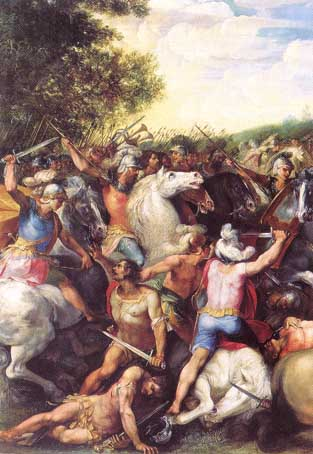
Tullo Ostilio sconfigge i Veienti in battaglia, affresco

Secondo alcune fonti istituì i littori, la toga dipinta, la praetexta, creò i feziali attraverso il cui rito feziale si poteva dichiarare guerra, altrimenti questa era ritenuta ingiusta, indì anche varie festività. Istituì gli Agonali sacerdozio dei salii e i Saturnali dedicati a Saturno. Permise che alcuni romani senza terra si stanziassero nel colle Celio. Quando Marco Orazio fu accusato di perduellio e convocati i duumviri per decidere della provocatio alla cui decisione il padre di Orazio (anche se colpevole) si oppose e siccome Ostilio era indeciso su quale decisione prendere decise di affidare il giudizio al popolo (le curia) che lo assolsero. Decise di applicare la legge secondo cui chi avesse fatto tradimento nei confronti del re o avesse disertato fosse condannato a morte. Decise di condannare l'incesto consacrando il colpevole a Diana tra l'irrisione della gente. Stabilì che a chi fossero nati tre gemelli fossero date delle sovvenzioni statali.

### Anco Marcio (640-616)
(Dionigi d'Alicarnasso, Antiquitates Romanae. trad.: Gennaro Franciosi)
Anche Marcio istitui una sua lex curiata de imperio, istitui le basi della rerum repetitio e alcune leggi riguardanti i traffici marittimi e il tributo sulle saline. Decise di far incidere su tavolette le disposizioni di Numa Pompilio relative al collegio pontificale. Fece costruire il primo carcere per opporsi alla criminalità. Dopo aver sconfitto i Latini decise che si insediassero a Roma.

### Tarquinio Prisco (616-578)
Duplicò il numero dei senatori (secondo altre fonti i senatori erano 200 e lui li aumento a 300) che divise in 'gentes maiores' e i nuovi in 'gentes minores'. Istitui i giochi romani, raddoppiò il numero delle curiae, istituì differenze di abbigliamento tra i vari ceti, nacque qui l'uso della toga praetexta. Aggiunse 2 Vestali alle 4 già presenti, oltre al calendario di 12 mesi. Da alcune fonti gli vengono attribuite le sanzioni alle Vestali.

### Servio Tullio (578-534)

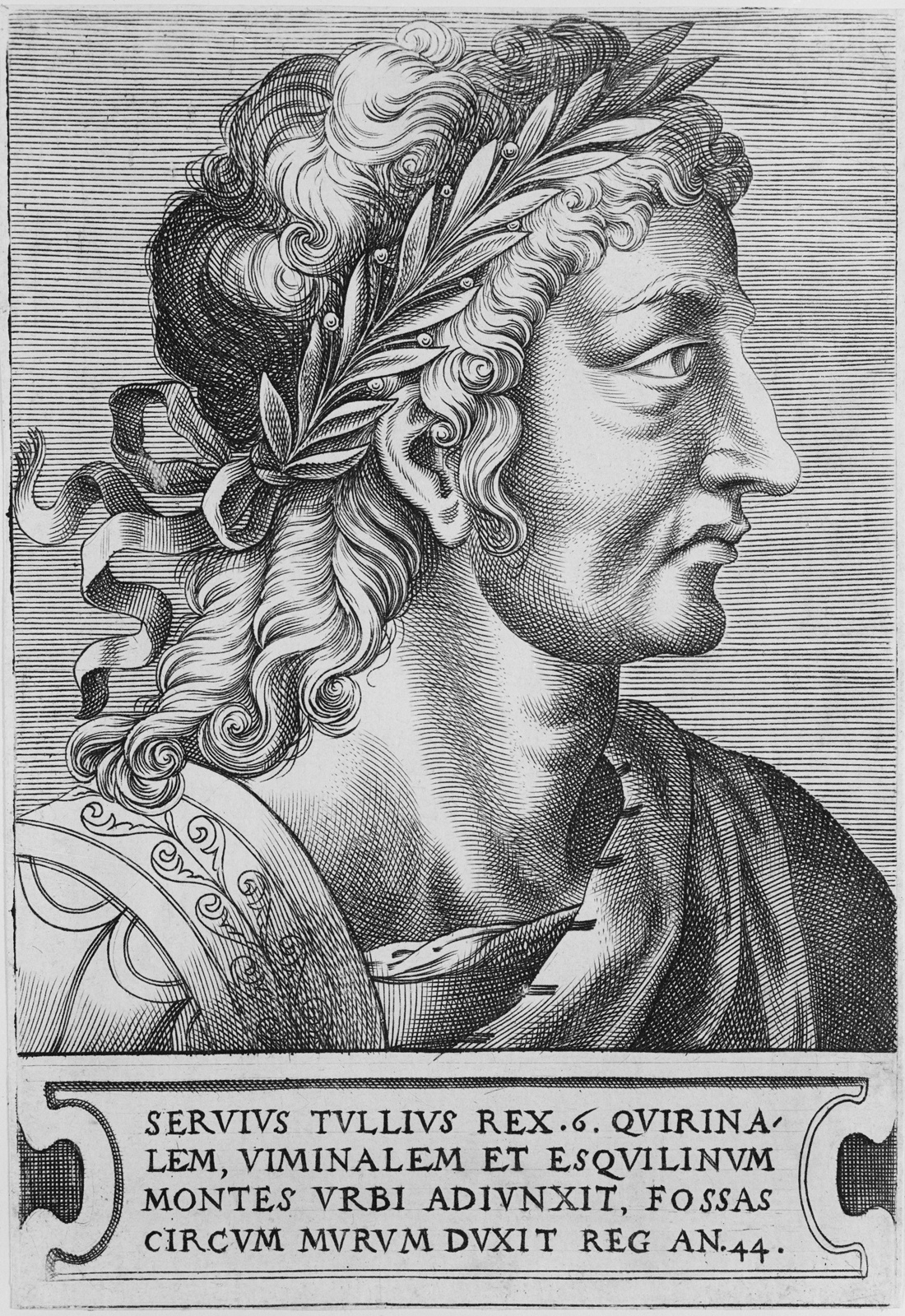
incisione raffigurante Servio Tullio di Frans Huys

Ridivise il territorio in regiones (4 urbane: Palatina, Suburana, Collina e Esquilina più altre 22 esterne, denominate anche pagi) da cui gli appartenenti a uno non potevano allontanarsi per abitare in un altro territorio e dovevano pagare i tributi in quel pagus, istituì il censimento o censo a cui bisognava pagare un tributo per essere censiti oltre a dover dare una stima dei propri beni (una sorta di antica denuncia dei redditi), in modo tale da avere un rapporto per le conseguenti tassazioni (dividendo il popolo in cinque classi) e istituì i mercati. Istitui varie feste e dedicatio esempi la Fors Fortuna o la Paganalia. Decise di giudicare solo le cause pubbliche mentre lascio ai privati (esempio pater familias e gens) la risoluzione delle cause appunto private. Avendo conquistato i territori dei colli Viminale e Esquilino li distribuì ai romani senza terra. Decise che anche gli schiavi liberati potessero partecipare alla vita pubblica e venire censiti come se fossero uomini liberi; inoltre chi non voleva tornare nella propria città poteva essere iscritto in una delle quattro tribù già create da lui.
Fece approvare dalle curiae 50 disposizioni in riguardo ai delitti e ai contratti.Infine a Servio viene attribuita la costruzione del tempio a Diana Nemorensis, da qui forse gli si potrebbe attribuire anche l'aver istituito la carica di Rex Nemorensis (ma forse è addirittura più antico, forse il rex nemoniesis era propriamente latino e più antico ancora).

### Tarquinio il Superbo (534-509)
Abolì i tributi derivanti dal censo per equiparare la stessa quantità tassatoria a tutti, stipulò vari trattati di pace.Fece osservare le disposizioni presenti nei libri Sibillini, opera secondo la tradizione di Sibilla Cumana o secondo altri Sibilla Eritrea, per consultare gli dei, e varie dedicatio a templi e culti. Utilizzo la norma di Tullo Ostilio ovvero l'arbor infelix, utilizzo anche pene parricide (poena cullei) per punire per esempio Marco Aquilio e Atilio. Sull'obbligazioni e contratti abrogò tutte le leggi di Servio Tullio.

### Re incerti
Ci sono pervenuti anche alcuni frammenti dove gli studiosi non riescono ad attribuire l'atto normativo (non sempre è indicato infatti il re che ha eseguito la lex regia). Per fare un esempio, c'è una legge regia che vieta l'inumazione di una donna incinta che non abbia ancora partoritò poiché si ritiene altrimenti di aver ucciso una vita.

## Materiale su cui venivano scritte le leges regiae
All'inizio nel periodo di Romolo le leges regiae non erano scritte ma venivano tramandate oralmente anche se non si è del tutto certi che in realtà un sistema di scrittura non esistesse. Comunque sia, le prime leges regiae, cioè quelle di Romolo, arrivarono a essere scritte solo nel periodo numenico ad operà dello stesso Numa Pompilio suo successore. Nel periodo di Numa Pompilio queste di Romolo nonché quelle di Numa stesso (commentarius Numae, a lui viene fatta risalire anche tutta l'opera pontificia di quel periodo, i libri pontificii) furono redatte su una corteccia di tiglio secondo quanto attestano le fonti. Le successive leges regiae furono scritte in pelli di bue (utilizzate come fossero carta): periodo di Tarquinio).
Secondo un'altra tradizione però le leges regiae sarebbero state redatte su una tavola rivestite esternamente di calce e stucco, perciò secondo questa tradizione non veniva inciso il testo della lex regia ma dipinto. Comunque siano andate le cose è sicuro che le leges regiae furono in un primo tempo redatte in materiale facilmente deteriorabile. Da questo si possono comprendere poiché ci sia arrivato poco di questo tipo di atto normativo. Non fu però solo per questo in quanto, bisogna ricordare che alcune di esse sicuramente bruciarono nell'incendio ad opera dei Galli Senoni del 390 a.C. perciò da questo evento molte leges scomparvero e per sopperire a questa mancanze furono fatte rielaborazioni delle leges regiae ormai perdute sia a opera di sacerdoti che di giuristi o storici. Quello che venne fuori da queste rielaborazioni però non furono di certo le citazioni testuali, di cui alcune fonti parlano, ma semplicemente delle rielaborazioni con qualche forma arcaica del periodo.

## Fonti conosciute
Ci sono varie fonti da citare che riguardano la lex regia tra queste l'Enchiridion (anche se si è trovato un frammento dell'opera) di Pomponio, che troviamo nel Digesto perciò sicuramente ricca di interpolazioni e perciò non del tutto attendibile. Un'altra è di Papirio, lo Ius Papirianum, questo il passo:
(Sesto Pomponio, Enchiridion.traduzione)
In quest'opera dovevano esserci alcuni elenchi di leges regiae purtroppo non pervenutoci. Riguardo a quest'opera però ci sono varie controversie in cui alcuni studiosi ritengono che sia un'opera di fantasia altri che derivi dalla lex papiria e perciò non abbia avuto al suo interno i suddetti elenchi, per finire che l'autore non sia Sesto Papirio ma Gaio Papirio, Pontifex Maximus oppure che sia un rifacimento dei commentarii Numae. Comunque sia non si hanno informazioni certe. Vari frammenti di vari autori del De viris illustribus, nel De civitate Dei di Aurelio Agostino d'Ippona, varie opere di Servio Mario Onorato e Festo, Giorgio Cedreno nell'Historiarum compendium, Censorino nel De die natali, Cicerone in varie opere (De legibus, De re publica, ecc), Columella, nel Digesto, Dione Cassio (Historiae romanae), molte di Dionigi d'Alicarnasso nell'Antiquitates Romanae, Ennio nei suoi Annales, Eutropio nel Breviarum ab Urbe condita, Floro, Gellio, Orazio, Lattanzio, Livio nell'opera Ab urbe condita libri, Lido, Macrobio nei Saturnalia, Ovidio (Fasti), Plinio il Vecchio (Naturalis historia), Plutarco (Questiones Romanae, Vitae parallelae, Romulus, Numa), Siculo Flacco, Solino, Suda, Tacito, Valerio Massimo, Varrone, Velleio Patercolo, Zonara (Epitome Historiarum), oltre a ciò ci sono pervenute solo poche fonti coeve dell'età regia: due o tre iscrizioni su pietra o epigrafi.